# Кам'яниця Войнаровських
Кам'яниця Войнаровських — житловий будинок на вулиці Сербська, 2  у Львові. Занесений до Реєстру пам'яток архітектури  і містобудування України національного значення з охоронним номером 328. 

## Історія
Історія кам'яниці Войнаровських розпочинається  з  XVI  століття. Назва "кам’яниця Войнаровських" походить від імені колишніх власників. Будинок поєднав  архітектурні форми різних століть: готику, ренесанс та бароко.  У другій половині XVII століття  у кам'яниці жив   львівський друкар  і видавець білорусько-литовського походження Михайло Сльозка. Будинок  майже не зачепили пожежі, які зруйнували багато львівських будівель. У цьому будинку   у XVI ст. почала роботу перша у Львові книгарня, а також одна з небагатьох друкарень під керівництвом    Михайла Сльозки. Реконструкція  будинку відбулась у 1858-1864 pp. До 1939 року в будинку знаходився  магазин одягу Пільпель та годинникарська майстерня  Амстера. У радянські часи тут був просто   житловий будинок.  Згодом мешканців відселили через небезпеку можливої руйнації. У  1998 році  Банк  «Львів» відреставрував кам'яницю і дотепер використовує за призначенням.

## Опис кам'яниці
Кам'яниця  - це триповерховий будинок  з цегли та каменю,  тинькований з прямокутними вікнами з півкруглим  завершенням.   Третій поверх від нижніх відділено відділено   карнизом. На західному фасаді містяться кам’яні контрфорси. Кам’яниця   займає  ділянку на розі вулиць Руської та Сербської. Тривіконним фасадом виходить на Руську вулицю, видовженим боковим – на Сербську. Наріжник спрямований у бік  площі Ринок. Головний вхід знаходиться з боку вулиці Руська. Вхід  оформлений порталом. На першому поверсі можна бачити  хрещаті склепіння ранньомодерного періоду. Коли у 1998 році проходила реставрація будинку, на фасаді відкрився  фрагмент  готичної кладки, збережені у формі  зондажів. 

## Сьогодення
Наразі кам'яниця входить до Реєстру пам'яток архітектури національного значення (охоронний №328). У  будинку знаходиться банк "Львів".